# Vlnohlávkovité
Vlnohlávkovité (Eriocaulaceae) je čeleď jednoděložných rostlin z řádu lipnicotvaré (Poales). Starší taxonomické systémy ji často řadily do samostatného řádu Eriocaulales.

## Popis
Jsou to vytrvalé byliny s přízemními růžicemi listů. Jsou to bahenní nebo terestrické rostliny. Listy jsou jednoduché, střídavé, ploché nebo někdy kýlnaté až oblé, spirálně, řidčeji dvouřadě uspořádané, s listovými pochvami. Čepele jsou čárkovité (podobné listům trav), celokrajné, žilnatina je souběžná. Jsou to jednodomé, zřídka dvoudomé, rostliny s jednopohlavnými květy. Květy jsou malé a jsou uspořádány v květenstvích, v nápadných hlávkách s četnými květy, často na štíhlých stopkách. Okvětí je rozlišeno na kalich a korunu. Kališní lístky jsou 2-3, srostlé, korunní lístky jsou taky 2-3, srostlé nebo volné, u samičích květů je někdy koruna zakrnělá až chybí. Tyčinek v samčích květech je 2-4 nebo 3-6, jsou srostlé s korunou. Gyneceum v samičích květech se skládá ze 2 nebo 3 plodolistů, je synkarpní, semeník je svrchní. Plodem je tobolka.

## Rozšíření ve světě
Je známo asi 10 rodů a asi 1160 druhů, které jsou rozšířeny hlavně v tropech většiny světa, ale místy přesahují až do mírného pásu. V Evropě roste ve Velké Británii a Irsku vlnohlávka Eriocaulon aquaticum.

## Zástupci
- slaměnkovec (Syngonanthus)
- tonina (Tonina)
- vlnohlávka (Eriocaulon)[4]

## Přehled rodů
Actinocephalus,
Comanthera,
Eriocaulon,
Lachnocaulon,
Leiothrix,
Mesanthemum,
Paepalanthus,
Philodice,
Rhodonanthus,
Syngonanthus,
Tonina